# Jakym Sowenko
Jakym Onoprijowycz Sowenko (ukr. Яким Онопрійович Савенко, ros. Аким Ануфриевич Савенко, ur. 24 sierpnia?/6 września 1914 we wsi Chyżynci obecnie w rejonie łysiańskim w obwodzie czerkaskim, zm. 27 stycznia 1945 na Dolnym Śląsku) – radziecki wojskowy, major, uhonorowany pośmiertnie tytułem Bohatera Związku Radzieckiego (1945).

## Życiorys
Urodził się w ukraińskiej rodzinie chłopskiej. Skończył 7 klas, pracował w kopalni, od 1936 służył w Armii Czerwonej. W 1939 ukończył wojskową szkołę piechoty w Baku, od lipca 1941 uczestniczył w wojnie z Niemcami, walczył na Froncie Południowym, Zakaukaskim i 1 Ukraińskim. Brał udział w walkach pod Rostowem nad Donem, na Kaukazie i w forsowaniu Dniepru i Wisły. Jako dowódca batalionu 10 gwardyjskiego pułku piechoty 6 Gwardyjskiej Dywizji Piechoty 13 Armii 1 Frontu Ukraińskiego w stopniu majora w nocy na 26 stycznia 1945 brał udział w forsowaniu Odry w rejonie miasta Steinau an der Oder (obecnie Ścinawa) i walkach o przyczółek. 27 stycznia zginął w walce. Został pochowany w Rościsławicach. Był odznaczony medalem. 10 kwietnia 1945 pośmiertnie otrzymał tytuł Bohatera Związku Radzieckiego i Order Lenina. Jego imieniem nazwano szkołę w jego rodzinnej wsi.